# شلدان و باغی
شلدان و باغی، روستایی است از توابع بخش شبانکاره در شهرستان دشتستان استان بوشهر ایران. شلدان و باغی همان‌طور که ازاین دو واژه مشخص است نام دو روستا در همسایگی هم می‌باشد و اهالی هر دو روستا با هم فامیل می‌باشند قدمت این دو روستا یا این منطقه که این روستاها در آن واقع اند بر می‌گردد به زمان ایلامیان و دارای آثار و بقایای زیادی از آن دوران کهن می‌باشد از جمله آن‌ها جا مانده‌ای از قعله ای بزرگ به نام تله سبز که در شرق روستای باغی واقع شده و آثاری از قبیل کوزه‌های شکسته و گلدان‌های ساروجی که در اکثر تپه‌های این منطقه دیده می‌شود این روستاها دارای طبعیت بکر و زیبایی بوده که مخصوصاً در زمستان و فصل بهار دل هر رهگذر و طبیعت گردی را به وجد می‌آورد اصالت مردمان این دو روستا (لر) بوده که جد مردمان روستای باغی از منطقه (دشمن زیاری) فارس بوده و جد مردمان روستای شلدان از منطقه (بهمی) می‌باشد.

## جمعیت
این روستا در دهستان شبانکاره قرار داشته و براساس سرشماری سال ۱۳۹۵جمعیت آن ۴۸نفر (۶خانوار) می‌باشد
- درگاه ملی آمار